# Hydrovatus cessatus
Hydrovatus cessatus är en skalbaggsart som beskrevs av Guignot 1956. Hydrovatus cessatus ingår i släktet Hydrovatus och familjen dykare.

## Underarter
Arten delas in i följande underarter:
- H. c. australis
- H. c. cessatus